# Recopolis
Recopolis ou Reccopolis (en espagnol : Recópolis) est un site archéologique espagnol wisigotique, situé près du village de Zorita de los Canes, dans la province de Guadalajara en Castille.
Le site, qui se trouve à vol d'oiseau à environ 90 km du centre de Madrid, se situe sur un plateau escarpé protégé par le Tage.

## Présentation
Selon Lauro Olmo Enciso, professeur d'archéologie à l'Universidad de Alcalá, Recopolis est considéré comme « l'un des sites les plus importants du Moyen Âge car c'est la seule ville nouvelle construite à l'initiative de l'État au début du Haut Moyen Âge en Europe ».
Recopolis, qui fut dans la péninsule Ibérique l'une des trois ou quatre villes nouvelles  créés par les Wisigoths (avec Vitoria, Olite et peut-être Toro), est fondée en 578 par le roi Léovigild (568–586), qui unifiera en partie la péninsule sous son autorité tout en portant le royaume wisigoth à son apogée. Léovigild fit bâtir cette cité baptisé Rec[ared]opolis (« Ville de Récarède » en grec) en l'honneur de son second fils Récarède, qui n'était pas censé lui succéder à cette date. Selon Roger Collins, le nom de la cité viendrait plutôt de Rexopolis, formé du latin rex (« roi ») et du suffixe d'origine grecque -polis (« cité, ville »), et signifierait dans ce cas « Ville du Roi » ou « Ville royale ». Cependant, l'historien arabe Ibn al-Athîr précise  bien dans ses Annales du Maghreb et de l'Espagne que Léovigild (Lewîld) « bâtit, proche de Tolède, la ville de Recopolis (Rak'awbal), qu'il appela ainsi du nom de son fils [Rekarîd] », et qu'il « la fortifia et en agrandit les jardins ».
Le parc archéologique de Recopolis comprend notamment l'enceinte fortifiée de la ville, dont sont conservées plusieurs parties en pierres de taille d'environ 2 m d'épaisseur, et les ruines d'une église au plan en croix, d'un palais-basilique, et d'un aqueduc. Le palais de Recopolis s'étendait sur 130 m de long et 14 m de large.
Plusieurs monnaies wisigothes furent frappées à Recopolis ; elles portent notamment l'inscription RECCOPOLI. FECIT. (« fait à Recopolis »).
Au début du VIIIe siècle, Recopolis sera renommée Madinat Raqquba (ou madina Raqaubal) par les conquérants arabes mais la ville sera progressivement abandonnée au cours du IXe siècle au profit de la  nouvelle ville de Zorita de los Canes ; ses constructeurs ont utilisé les bâtiments de Recopolis comme une carrière. Les ruines de Recopolis ont été découvertes par les archéologues au XXe siècle.

### Sources primaires
- Isidore de Séville, Histoire des Goths, 51
- Jean de Biclar, Chronique
- Ibn al-Athîr, Annales du Maghreb et de l'Espagne